# Borki (Jadów)
Pour les articles homonymes, voir Borki.
Borki (prononciation : [ˈbɔrki]) est un village polonais de la gmina de Jadów dans le powiat de Wołomin de la voïvodie de Mazovie dans le centre-est de la Pologne.
Le village possède une population de 133 habitants en 2010.

## Histoire
De 1975 à 1998, le village appartenait administrativement à la voïvodie de Siedlce.

## Référence
1. ↑  (pl) « Demografia », sur az.pl (consulté le 24 novembre 2023).